# Pterandra flavescens
Pterandra flavescens là một loài thực vật có hoa trong họ Malpighiaceae. Loài này được Maguire miêu tả khoa học đầu tiên năm 1953.